# Ninetis russellsmithi
Ninetis russellsmithi là một loài nhện trong họ Pholcidae. Loài này được phát hiện ở Malawi.